# Fevdalizacija
Srednjeveška fevdalizacija pomeni določitev nekega ozemlja za svoj fevd, kar se je večinoma dogajalo z nasilno pridobljenimi ozemlji. Tako je po zmagi nad nasprotnikom zmagovalec postal lastnik njegovih posestev, torej gospodar njegovih fevdov in senior njegovih podložnikov. S tem je ozemlje fevdaliziral.
Posebna vrsta fevdalizacije je bila cerkvena fevdalizacija na Apeninskem polotoku, ki se je pozneje razširila tudi na osrednjo Evropo. Izhajala je iz nepisanega pravila, da ima papež, v kolikor Božji predstavnik, oblast nad vsemi zemljami. Lokalni kralji niso imeli nikake oblasti, dokler jih ni papež več ali manj slovesno "kronal za kralje". To kronanje je bila fevdalizacija, saj so kralji v zameno za kronanje obljubili podložništvo papežu. Tako se je na primer dogajalo v dolgi zgodovini italijanskega juga, kjer je prav papeževo potrdilo kraljestva bistveno vplivalo na politični razvoj držav. Če se je kdaj zgodilo, da kralj ni maral ubogati papeža, je bil izobčen (na primer Friderik II. Hohenstaufen), kar je bilo za tisti čas ogromno breme za vsakega vladarja, saj je s tem izgubil vsako podporo ljudstva. V določenem trenutku je celo prišlo do mednarodnih vojn zaradi kraljevega odstopa od "vazalskih dolžnosti", na primer v slučaju Ivane II. Neapeljske.
Konkreten primer fevdalizacije je v zgodovini Sardinije. Ko je po sicilskih večernicah postalo nujno, da se Sicilija dodeli Anžujcem, so Aragonci v zameno za sicilska posestva prejeli od papeža licentia invadendi, dobesedno dovoljenje za zasedbo, Sardinije. Sardinija pa je bila svobodna, le nekatera obalna mesta so bila v rokah pomorskih republik, kar pa ni nikogar motilo: s papeževim dovoljenjem (fevdalizacijo) je postala aragonski fevd.
Seveda vladarji niso pred podložniki priznavali svoje odvisnosti od papeža, raje so dajatve in usluge predstavljali kot "darila" ali "počastitev svetosti" papežev. Prav tega prikritega, tipično mediteranskega sodelovanja med cerkveno in posvetno oblastjo srednjeevropski vladarji niso razumeli. Germanski vladarji so bili prepričani, da so papeži njim enakovredna oblast in da je kronanje samo visoka čast, ki je pomenilo, da jih papež priznava. Niso upoštevali, da podeljevanje te časti ni bilo zastonj. Z vladarji, ki so jih papeži kronali za svetorimske cesarje, seveda ni bilo govora o fevdalizaciji, temveč le o sodelovanju. V resnici je zgodovina pokazala, da to ni bilo sodelovanje, temveč stoletno nasprotovanje, vojne, izobčenja, plenitve in vse do danes trajajoče nerazumevanje med Nemci in Italijani. 